# Dino Parque

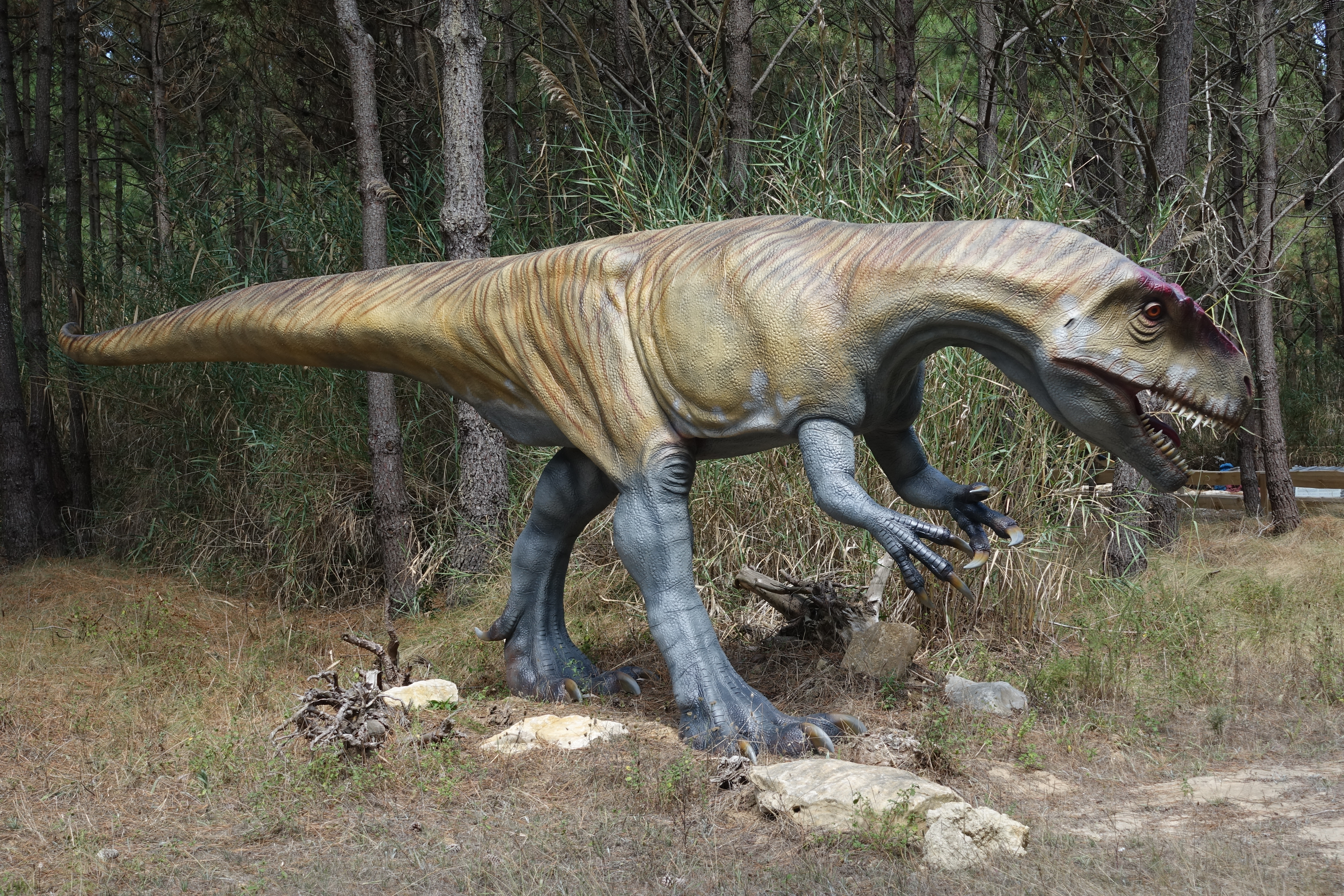

O Dino Parque é um museu ao ar livre localizado na Abelheira, concelho da Lourinhã, inaugurado em 2018. É o maior museu ao ar livre de Portugal, inserido numa área de 10 hectares, e focado na temática dos dinossauros.
O parque é composto por cinco percursos correspondentes ao fim do Paleozóico, o Triásico, o Jurássico, o Cretácico e a novidade de 2019 Monstros Marinhos. Ao longo dos percursos existem mais de cento e oitenta dinossauros e outros animais à escala real. Para além dos percursos é possível visitar a exposição no edifício central, contendo descobertas paleontológicas, o laboratório onde se pode observar a preparação de fósseis, e o pavilhão de atividades onde os visitantes podem experimentar atividades relacionadas com a paleontologia.

## História
Em 2012 foi assinado um acordo de cooperação entre o Município da Lourinhã e o Dinosaurierpark de Münchehagen. A construção do parque teve início em 2017 e a inauguração ocorreu a 9 de Fevereiro de 2018.